# Live at the 188 Club
 Live at the 188 Club ist ein Jazzalbum von Aurora Nealand, Mark Helias und Tim Berne. Die im Januar 2024 live entstandenen Aufnahmen erschienen am 21. Juni 2024 als Download auf Screwgun Records.

## Hintergrund
Live at the 188 Club ist der Mitschnitt eines Konzerts im 188 Club in Brooklyn am 13. Januar 2024, bei dem der Altsaxophonist Tim Berne mit Mark Helias (Kontrabass) und Aurora Nealand (Akkordeon, Klarinette, Stimme) auftrat.

## Titelliste
- Aurora Nealand, Mark Helias, Tim Berne: Live at the 188 Club (Screwgun Records)[1]

1. Cauldron, The Second Meaning 25:39
2. Alight, Young One 15:27
3. Timidly Bodacious 9:49
4. There Are Seven Levels 5:00
5. Quodlibet:Encore 5:21

## Rezeption
Seit Jahrzehnten suche sich Berne eine wachsende Zahl von Musikern, die gut mit ihm zusammenarbeiten, und wechsele sie nach Belieben aus, schrieb S. Victor Aaron (Something Else!). Durch den Austausch von Instrumenten werden auch Musikerpersönlichkeiten ausgetauscht, was eine stets neue [musikalische] Perspektive garantiere, zumal die Musik so stark auf Instinkten und Gruppendynamik beruhe. Die Kombination Nealand/Helias/Berne sei ein Novum, obwohl sie auf einige Aufnahmen Nealands und Bernes mit dem Cellisten Hank Roberts folge. Mark Helias würde wie Roberts sehr unverwechselbar klingen, und die Anwesenheit von Helias mache den entscheidenden Unterschied aus, der dieses Album von Oceans and und Lucid/Still abhebe.